# スティエン族
スティエン族 （Xtiêng） はベトナムとカンボジアの民族。言語はモン・クメール語派バナール語群に属する。
ほとんどはベトナム東南部のビンズオン省とドンナイ省に居住している。カンボジアでは、非クメール民族のクメール・ルー族として分類される。
また政治的には、Degar 族の一民族として分類された。